# Ari Żabotyński
Ari Żabotyński, Eri Żabotyński (hebr.: ערי ז'בוטינסקי, ang.: Ari Jabotinsky, ur. w 1910 w Odessie, zm. 6 czerwca 1969) – izraelski polityk, w latach 1949–1951 poseł do Knesetu.

## Życiorys
Syn Ze’ewa Żabotyńskiego.
W pierwszych wyborach parlamentarnych w 1949 dostał się do izraelskiego parlamentu. Kandydował z listy Herutu, partii założonej przez Menachema Begina, najbliższego współpracownika zmarłego kilka lat wcześniej Ze’ewa Żabotyńskiego. Ari pod koniec kadencji opuścił szeregi partii pozostając posłem niezależnym. Była to jego jedyna kadencja w Knesecie.